# تشمتشرود (مقاطعة تشرداول)
تشمتشرود (بالفارسية: چمچرود) هي قرية تقع في قسم بيجنوند الريفي (مقاطعة تشرداول) في إيران. يقدر عدد سكانها بـ 108 نسمة بحسب إحصاء 2016.